# John Franklin
Sir John Franklin (16. dubna 1786, Spilsby, Lincolnshire – 11. června 1847, u Ostrova krále Viléma, Arktida) byl britský námořní kapitán a polární objevitel. V letech 1836–1845 byl guvernérem Tasmánie. Je znám pro své polární výpravy, a především jako velitel ztracené expedice tzv. Franklinovy expedice, při které on a celá jeho posádka zmizeli při pokusu najít severozápadní průjezd.

## Život

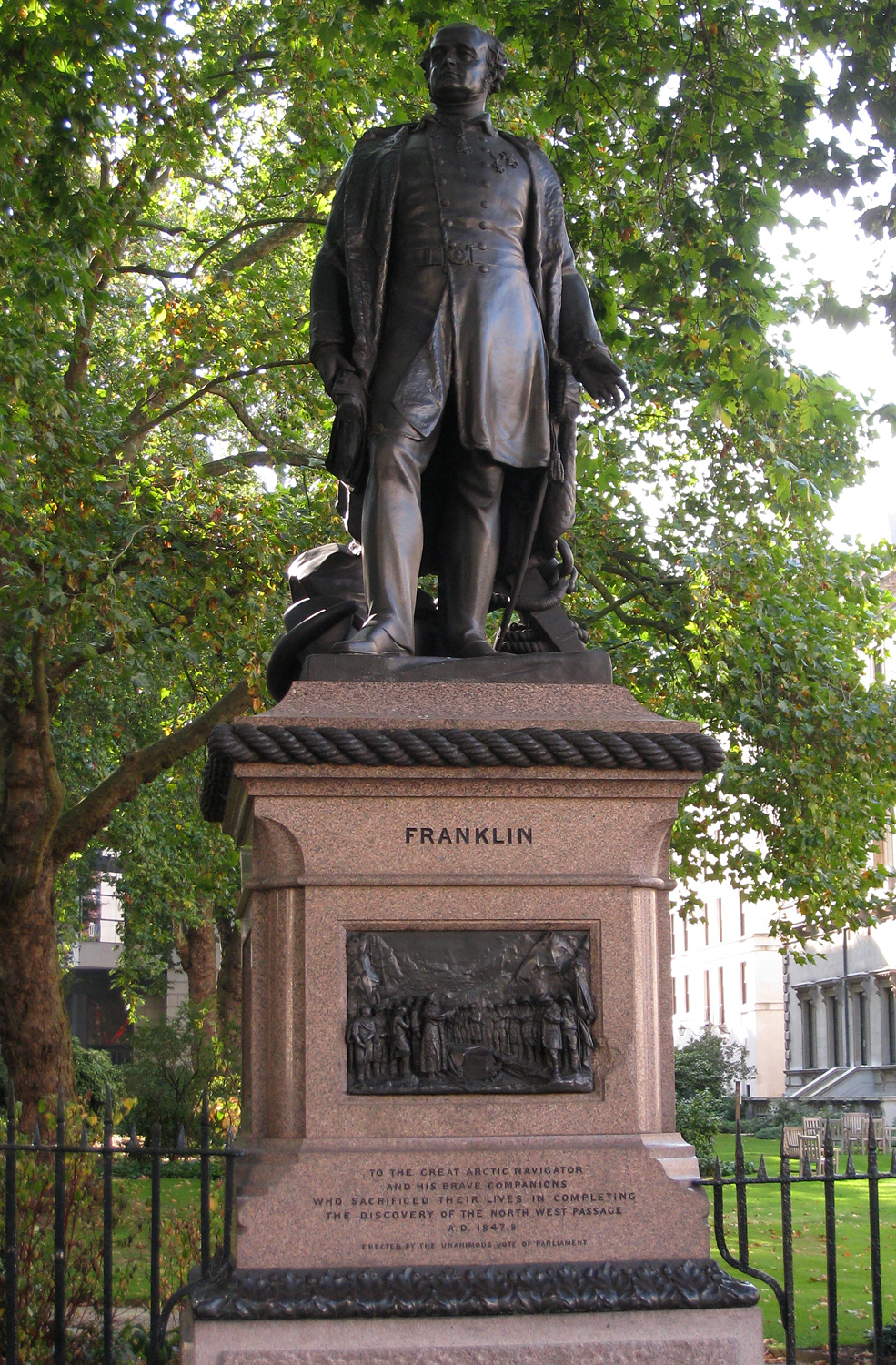
Socha Johna Franklina na Waterloo Place v Londýně z roku 1866

Ve 14 letech vstoupil do Královského námořnictva. V letech 1801 až 1803 se účastnil objevitelské výpravy Matthewa Flinderse do Austrálie. Účastnil se bitev u Trafalgaru a u New Orleans. V letech 1819 až 1822 provedl pozemní expedici od západního pobřeží Hudsonova zálivu až k Severnímu ledovému oceánu. Po svém návratu do Velké Británie v roce 1823 vydal knihu Narrative of a Journey to the Shores of the Polar Sea, in the Years 1819, 20, 21 and 22 (česky Vyprávění o cestě k pobřeží Severního ledového oceánu v letech 1819, 1820, 1821 a 1822).
Na své druhé výpravě do stejné oblasti v letech 1825 až 1827 prozkoumával Severní Ameriku od ústí řeky Mackenzie až po Point Beechey na Aljašce (nyní se jmenuje Point Franklin). Tato výprava přispěla novými znalostmi o severozápadním pobřeží Severní Ameriky. John Franklin tuto výpravu zmapoval ve své knize z roku 1828, která vyšla pod názvem Narrative of a Second Expedition to the Shores of the Polar Sea, in the Years 1825, 1826, and 1827 (česky Vyprávění o druhé výpravě k pobřeží Severního ledového oceánu v letech 1825, 1826 a 1827).
V únoru 1823 byl zvolen členem Královské společnosti a v roce 1836 byl pasován na rytíře-komandéra (anglicky Knight Commander) Řádu Guelfů.
Franklin byl v letech 1836–1845 guvernérem Tasmánie. Jako guvernér se angažoval mj. v rozvoji státního vzdělávacího systému; v roce 1838 se podílel na založení Tasmánské přírodopisné a historické společnosti (Tasmanian Natural History Society) ze které se v roce 1843 stala Královská společnost Tasmánie.
Poslední expedice, pojmenovaná po něm, tedy Franklinova expedice, se mu stala osudnou, při hledání severozápadního průjezdu kolem pobřeží Kanady zmizel on i celá posádka dvou jeho lodí HMS Erebus a HMS Terror. Jeho osud byl i přes vyslání řady záchranných expedic na dalších 14 let záhadou. Později (v roce 1984) exhumovaná těla a zmatené zprávy dokládaly kanibalismus a zmatené chování posádky způsobené otravou olovem z konzerv. Dne 8. září 2014 byly podmořskou kamerou objeveny trosky lodě HMS Erebus, 6. listopadu 2014 byl z trosek vyzdvižen lodní zvon. Dne 12. září 2016 byl nalezen vrak lodi HMS Terror.

## Pojmenovaná místa
Po Johnu Franklinovi jsou pojmenovaná některá zeměpisná místa na světě, například:
- Franklinův ostrov v Kennedyho průlivu v Grónsku
- Franklinův ostrov v Rossově moři v Antarktidě.
- Franklinova řeka v Tasmánii

Dále je po něm pojmenována např. Střední škola sira Johna Franklina v Yellowknife v Kanadě.

## Populární kultura
John Franklin je jednou z postav hororového románu Terror amerického spisovatele Dana Simmonse. Kniha byla v roce 2018 ztvárněna jako seriál pod názvem The Terror pro televizi AMC; Johna Franklina si zahrál irský herec Ciarán Hinds.